# Tap: Book of Angels Volume 20
Tap: Book of Angels Volume 20 – dwudziesty album z serii kompozycji Johna Zorna pt. Book of Angels, w wykonaniu Pata Metheny'ego. Wydany w 2013 roku nakładem wydawnictw Tzadik i Nonesuch.
W ostatnim utworze płyty można usłyszeć czteroletnią córkę Metheny'ego.
Jeden z recenzentów płyty opisał ją jako kolaborację "najsłynniejszego jazzowego muzyka z jednym z najbardziej kontrowersyjnych".

## Lista utworów
| 1. | "Mastema" | 7:20  |
|    |           |       |
| 2. | "Albim"   | 9:07  |
|    |           |       |
| 3. | "Tharsis" | 5:54  |
|    |           |       |
| 4. | "Sariel"  | 11:09 |
|    |           |       |
| 5. | "Phanuel" | 10:55 |
|    |           |       |
| 6. | "Hurmiz"  | 6:12  |
|    |           |       |
|    |           | 50:37 |
|    |           |       |

## Muzycy
- Pat Metheny - bandoneon, gitara basowa, efekty elektroniczne, flugelhorn, gitara barytonowa, gitara akustyczna, gitara elektryczna, keyboard, perkusjonalia, fortepian, sitar, tiple
- Antonio Sanchez - perkusja
- John Zorn - kompozycje, produkcja